# وولوستنوفکا
وولوستنوفکا (انگلیسی: Volostnovka) یک شهرک در شهرستان کوگارچینسکی جمهوری باشقیرستان در کشور روسیه است.